# Sordaria polyspora
Sordaria polyspora är en svampart som beskrevs av W. Phillips & Plowr. 1881. Sordaria polyspora ingår i släktet Sordaria och familjen Sordariaceae.   Inga underarter finns listade i Catalogue of Life.
I den svenska databasen Dyntaxa används istället namnet Coniochaeta polyspora för samma taxon.  Arten är reproducerande i Sverige.